# 彭县似䱻
彭县似䱻（学名：Belligobio pengxianensis）为輻鰭魚綱鯉形目鲤科似䱻屬的鱼类，是中国的特有物种。分布于四川省彭县境内的湔江等，體長可達11.5公分。该物种的模式产地在四川彭县。

## 扩展阅读
維基物種上的相關：彭县似䱻